# Rashid Hamad
Rashid Salih Hamad Al-Athba, arab. راشد صالح حمد العتبه, (ur. 18 października 1987 w Dosze) – katarski strzelec specjalizujący się w skeecie, olimpijczyk z Pekinu i Rio de Janeiro.

## Życiorys
Katarczyk zaczął uprawiać sport w 2006 roku. Jest praworęczny, mierzy z broni prawym okiem. Żonaty, ma dwoje dzieci.

## Przebieg kariery
W 2007 brał udział w mistrzostwach świata w strzelaniu do rzutków, gdzie jako junior zajął 10. pozycję z rezultatem 118 punktów. Rok później wywalczył złoty medal mistrzostw Azji a także wziął udział w letniej olimpiadzie, na której zajął 37. pozycję z wynikiem 106 punktów. W 2014 zanotował najlepszy w swej karierze występ na mistrzostwach świata, w rozgrywanym w Grenadzie czempionacie zajął 5. pozycję z dorobkiem 121 punktów (uzyskanym w eliminacjach) + 12 punktów (uzyskanym w półfinale).
W 2016 po raz drugi uczestniczył w letnich igrzyskach olimpijskich, na których uzyskał wynik 109 punktów i z tym rezultatem zajął 32. pozycję w tabeli wyników.